# Csesznek
Csesznek (tysk: Zeßnegg, kroatisk: Česneg, slovakisk: Česnek) er en landsby i Zirc-distriktet i Veszprém, Ungarn. Byen, der har 441(2024) indbyggere, er kendt for sit middelalderslot.

## Folk fra Csesznek
- Cseszneky-familien
  - Jakab Cseszneky
- Lőrinc Wathay
- Bálint Török
- Sándor Simonyi-Semadam